# Harold D. Babcock
Harold Delos Babcock (* 24. Januar 1882 in Edgerton, Wisconsin; † 8. April 1968 in Pasadena, Kalifornien) war ein US-amerikanischer Astronom.
Babcock studierte an der University of California, Berkeley und arbeitete von 1907 bis 1948 am Mount-Wilson-Observatorium.
Babcock spezialisierte sich auf dem Gebiet der Spektroskopie der Sonne. Dabei kartierte er die Verteilung der Magnetfelder auf der Sonnenoberfläche.
Zusammen mit seinem Sohn, Horace Welcome Babcock, entwickelte er 1951 den Solarmagnetographen und konnte starke magnetische Felder von Sternen nachweisen. Im Jahr 1959 erkannte er die periodische Umpolung des Sonnenmagnetfeldes.
1915 wurde Babcock Fellow der American Association for the Advancement of Science. 1933 wurde er in die National Academy of Sciences gewählt. 1953 wurde er mit der Bruce Medal ausgezeichnet. 1970 wurde der Mondkrater Babcock nach ihm benannt.
1989 wurde der Asteroid (3167) Babcock nach ihm und seinem Sohn benannt.